# Scarborough—Rouge River (circonscription provinciale)
Circonscription électorale provinciale du Canada
Scarborough—Rouge River est ancienne une circonscription provinciale de l'Ontario représentée à l'Assemblée législative de l'Ontario de 1999 à 2018.
Le dernier député de la circonscription était le conservateur Raymond Cho (en). Son prédécesseur était le libéral Bas Balkissoon, qui a représenté la circonscription de l'élection partielle de 2005 jusqu'à sa démission en mars 2016.

## Historique
| Législature                                                               | Années    | Député         | Député        | Parti                     |
| ------------------------------------------------------------------------- | --------- | -------------- | ------------- | ------------------------- |
| Scarborough—Rouge River Circonscription issue de Scarborough-Nord         |           |                |               |                           |
| 37e                                                                       | 1999-2003 |                | Alvin Curling | Libéral                   |
| 38e                                                                       | 2003-2005 |                | Alvin Curling | Libéral                   |
| 38e                                                                       | 2005-2007 | Bas Balkissoon |               | Libéral                   |
| 39e                                                                       | 2007-2011 | Bas Balkissoon |               | Libéral                   |
| 40e                                                                       | 2011-2014 | Bas Balkissoon |               | Libéral                   |
| 41e                                                                       | 2014-2016 | Bas Balkissoon |               | Libéral                   |
| 41e                                                                       | 2016-2018 |                | Raymond Cho   | Progressiste-conservateur |
| Circonscription dissoute parmi Scarborough—Rouge Park et Scarborough-Nord |           |                |               |                           |